# 田淵旧日竹
田淵旧日竹（たぶちきゅうひたけ）は、千葉県市原市の加茂地区にある大字。郵便番号は290-0545

## 地理
市原市南部に位置する。北は徳氏、東から南は田淵、南は月崎、西は柿木台と接している。

## 歴史
もとは日竹村で、明治初年に田淵村に編入された。編入の時期は、『明治22年千葉県町村分合資料』によれば1877年（明治10年）。『千葉県市原郡誌』によれば1882年（明治15年）といい、『角川日本地名大辞典』も1882年（明治15年）を採る。
1889年（明治22年）、町村制施行とともに里見村が発足、この地域は里見村田淵区の一部となった。

### 沿革
- 1954年1月15日 - 合併により、加茂村となる
- 1967年10月1日 - 合併により、市原市となり現在に至る

## 世帯数・人口
2022年（令和4年）4月1日現在の世帯数と人口は以下の通りである。
| 町丁字     | 世帯数 | 人口 |
| ---------- | ------ | ---- |
| 田淵旧日竹 | 45世帯 | 92人 |

## 通学区域
市立小学校・市立中学校及び県立高等学校の通学区域は以下の通りである。
| 町丁字     | 区域 | 小学校             | 中学校             | 高等学校 |
| ---------- | ---- | ------------------ | ------------------ | -------- |
| 田淵旧日竹 | 全域 | 市原市立加茂小学校 | 市原市立加茂中学校 | 第9学区  |

## 交通

### 鉄道
大字内に駅はないが、最寄り駅は月崎駅である。

### 道路
- 千葉県道81号市原天津小湊線